# مركز الباهية (برج)
مركز الباهية (بالإنجليزية: Bahia Center)‏ ، هو مجمع من ناطحات السحاب المكونة من 31 طابقاً في وهران، الجزائر. ليضم البرج الأول من 31 طابقًا مركزًا للتسوق وفندقًا يضم 500 غرفة. إنه أطول مبنى في وهران، وأطول مبنى في الجزائر، صَمم برج الباهية MobilArt.

## روابط خارجية
- موقع MobilArt
- قم بزيارة وهران